# Gurania pedata
Gurania pedata là một loài thực vật có hoa trong họ Cucurbitaceae. Loài này được Sprague mô tả khoa học đầu tiên năm 1905.